# Agnes Jonson
Agnes Amalia Jonson, född 4 juli 1883 i Kjula församling, Södermanlands län, död 27 januari 1964 i Adolf Fredriks församling, Stockholms stad, var en svensk rösträttsaktivist. 
Hon var verksam i kampanjen för införandet av kvinnlig rösträtt i Sverige och ordförande för Föreningen för kvinnans politiska rösträtt i Eskilstuna 1906-1907.